# Вяэтса
Вя́этса (эст. Väätsa) — посёлок в волости Тюри уезда Ярвамаа, Эстония.
До административной реформы местных самоуправлений Эстонии 2017 года входил в состав волости Вяэтса и был его административным центром.

## География и описание
Расположена в 10 километрах к северу от волостного центра — города Тюри — и в 8 километрах к западу от уездного центра — города Пайде. Высота над уровнем моря — 67 метров.
Климат умеренный. Официальный язык — эстонский. Почтовый индекс — 72801.

## Население
По данным переписи населения 2011 года, в Вяэтса проживали 558 человек, из них 536 (96,1%) — эстонцы.
По данным переписи населения 2021 года, число жителей посёлка составило 610 человек, из них 587 (96,2 %) — эстонцы.
Численность населения деревни Вяэтса по данным переписей населения:
| Год  | 1959  | 1970   | 1979  | 1989  | 2000  | 2011  | 2021  |
| ---- | ----- | ------ | ----- | ----- | ----- | ----- | ----- |
| Чел. | 182 * | ↗ 203* | ↗ 429 | ↗ 693 | ↗ 722 | ↘ 558 | ↗ 610 |

* Поселение (эст. asundus) Вяэтса и деревня (эст. küla) Вяэтса вместе.

## История
Поселение на месте нынешнего посёлка впервые упоминается в 1564 году как Wetze. В 1796 году упоминается и деревня, и мыза (нем. Waetz).

Школа в Вяэтса, 1938 год

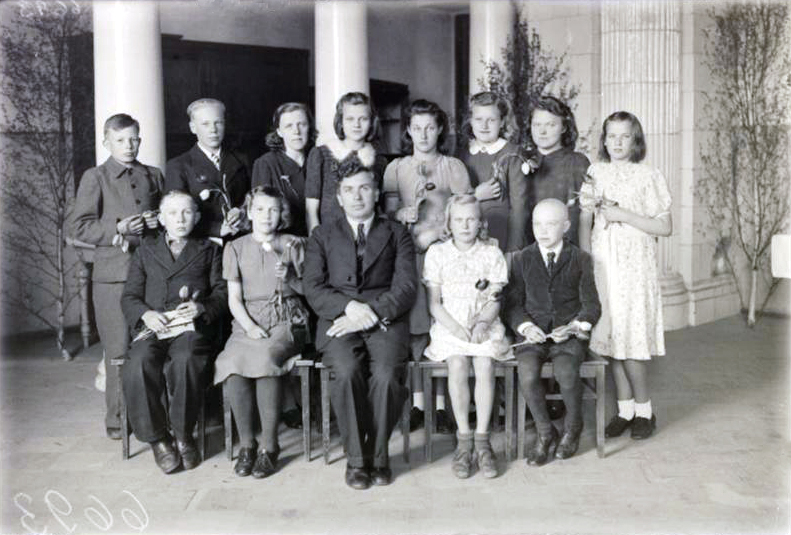
Группа учеников начальной школы Вяэтса c учителем, 1943 год

Мыза Вяц (Вяэтса, нем. Waetz, эст. Väätsa mõis) была построена во времена шведского правления. Она является центром посёлка. Господский дом (главное здание) мызы, построенный в начале 18-го столетия, внесён в Эстонский Государственный регистр памятников культуры. Под охраной государства находятся также хлев, сарай, парк мызы и ограда парка.
В 1739 году в Вяэтса была открыта сельская школа.
Известно, что в 1805 году в период крестьянских волнений в Вяэтса для подавления недовольных потребовалась помощь армии.
На военно-топографических картах Российской империи (1866–1867 годы), в состав которой входила Эстляндская губерния, обозначена деревня Вяца и мыза Вяц (мз. Вяцъ).
В советское время в посёлке располагалась центральная усадьба колхоза «9 мая» — одного из самых известных и успешных социалистических хозяйств Эстонской ССР.  Средняя численность его работников на 1978 год составляла 554 человека. После восстановления независимости Эстонии на его базе было создано акционерное общество «Вяэтса Агро» (AS Väätsa Agro).

## Инфраструктура
В бывшем главном здании мызы работает школа (в 2002/2003 учебном году — 197 учеников, в 2009/2010 учебном году — 127). В посёлке есть детский сад, дом по уходу, народный дом, библиотека, центр семейных врачей, магазин магазин торговой сети «Coop Eesti»; действует Вяэтсаский комплекс здоровья, включающий в себя спортхолл и спортивные сооружения на открытом воздухе.
В Вяэтса работают Эстонский музей велосипедов и есть вейк-парк с сауной и домиками для ночлега.

## Достопримечательности

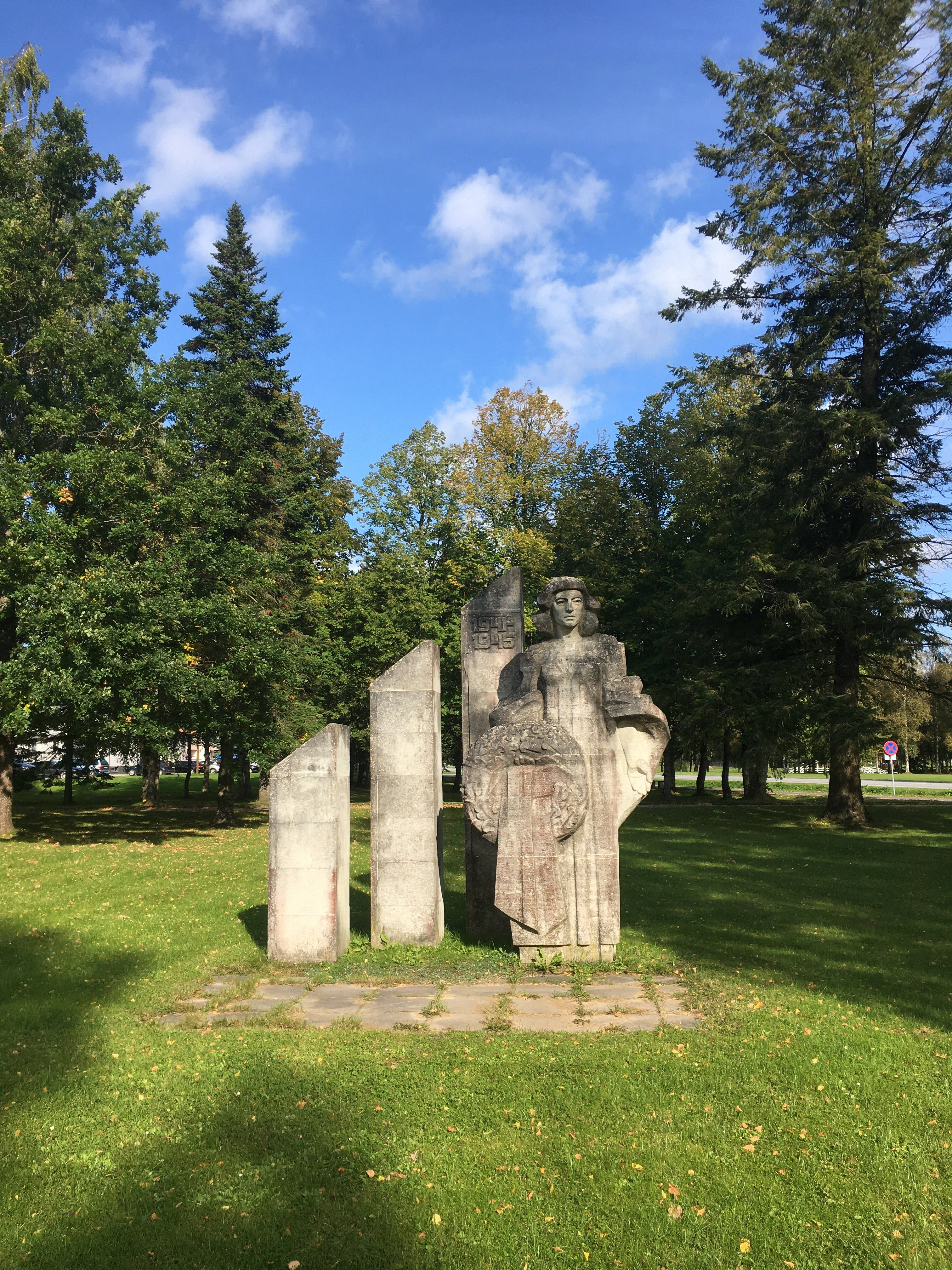
«Скорбящая мать»

- Главное здание мызы Вяц (Вяэтса),  памятник архитектуры. Каменное здание на высоком цоколе с вальмовой крышей. В 19790-х годах была сделана пристройка. Парадный фасад здания расчленён центральным ризалитом с треугольным фронтоном. Зубчатые разрезы украшают окна и основу карниза. Отреставрированный зал бывшего господского дома имеет зеркальный потолок[15];
- монумент «Скорбящая мать», установлен в 1984 году в память о погибших во Второй мировой войне на площади перед Народным домом, автор скульптуры — Аате-Хели Ыун[эст.][26]. Памятник изготовлен из каармаского доломита и изображает женщину с венком в правой руке, стоящую перед тремя прямоугольными колоннами разной высоты. На самой высокой колонне высечены годы «1941—1945»[27].
- скульптура Тауно Кангро «Сеятель», установлена в 2012 году у водохранилища Вяэтса[28].

На территории посёлка находятся три жертвенных камня, а в его окрестностях — четыре три каменных могильника, все занесены в Государственный регистр памятников культуры как памятники археологии. Из природных объектов под защитой государства находятся парк мызы Вяэтса, ледниковый валун Нымме и дуб Кыльяла.

## Известные уроженцы
- В Вяэтса в 1808 году родился Николай фон Баранофф (Николай Венедиктович Баранов), известный в своё время портретист[14].
- В Вяэтса в 1899 году родился  эстонский и советский хирург, основоположник хирургии кровеносных сосудов в Эстонской ССР, доктор медицины, профессор Артур Линкберг[5]. В его честь у господского дома мызы Вяэтса установлен памятный знак.

## Галерея

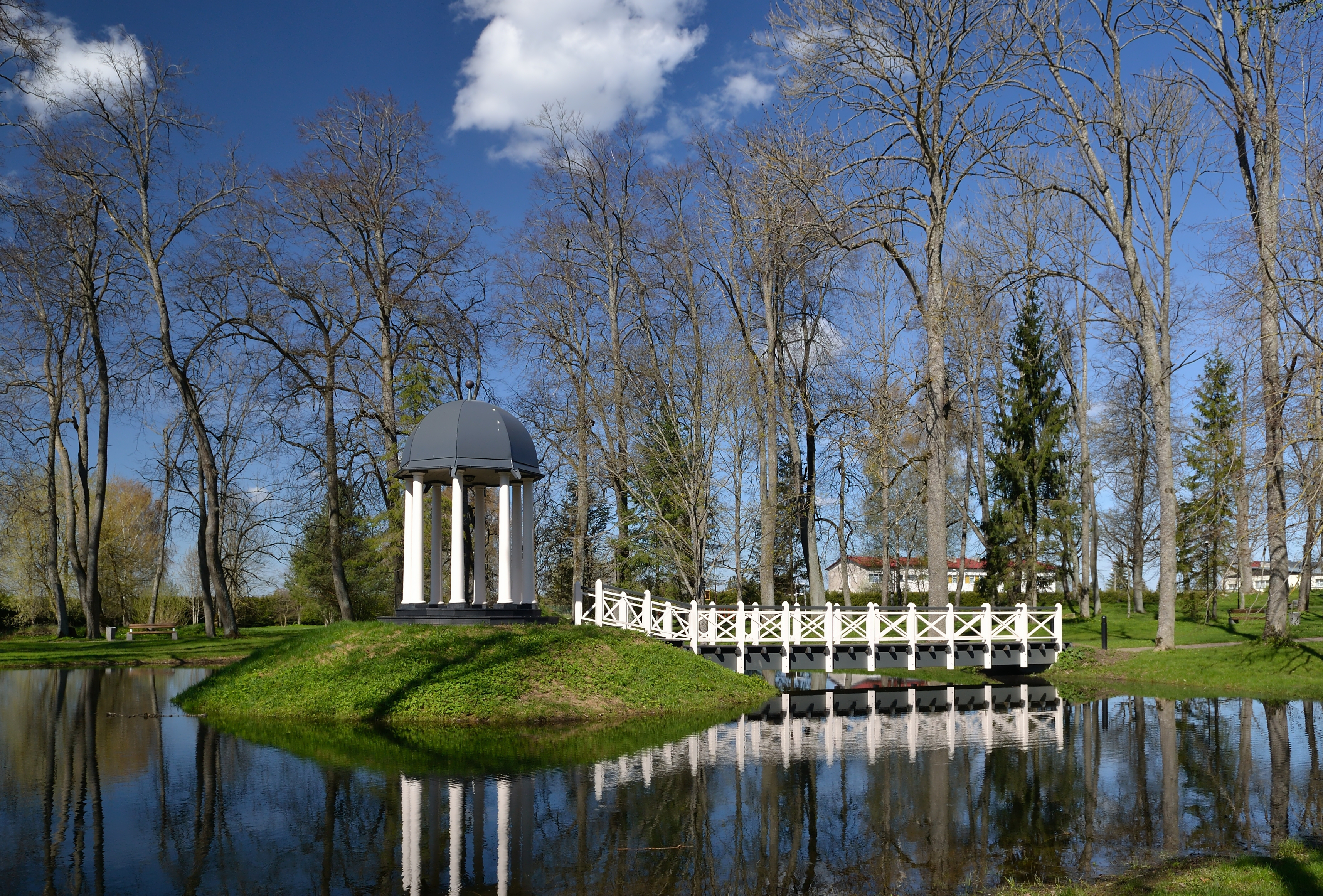
Парк мызы Вяц (Вяэтса)
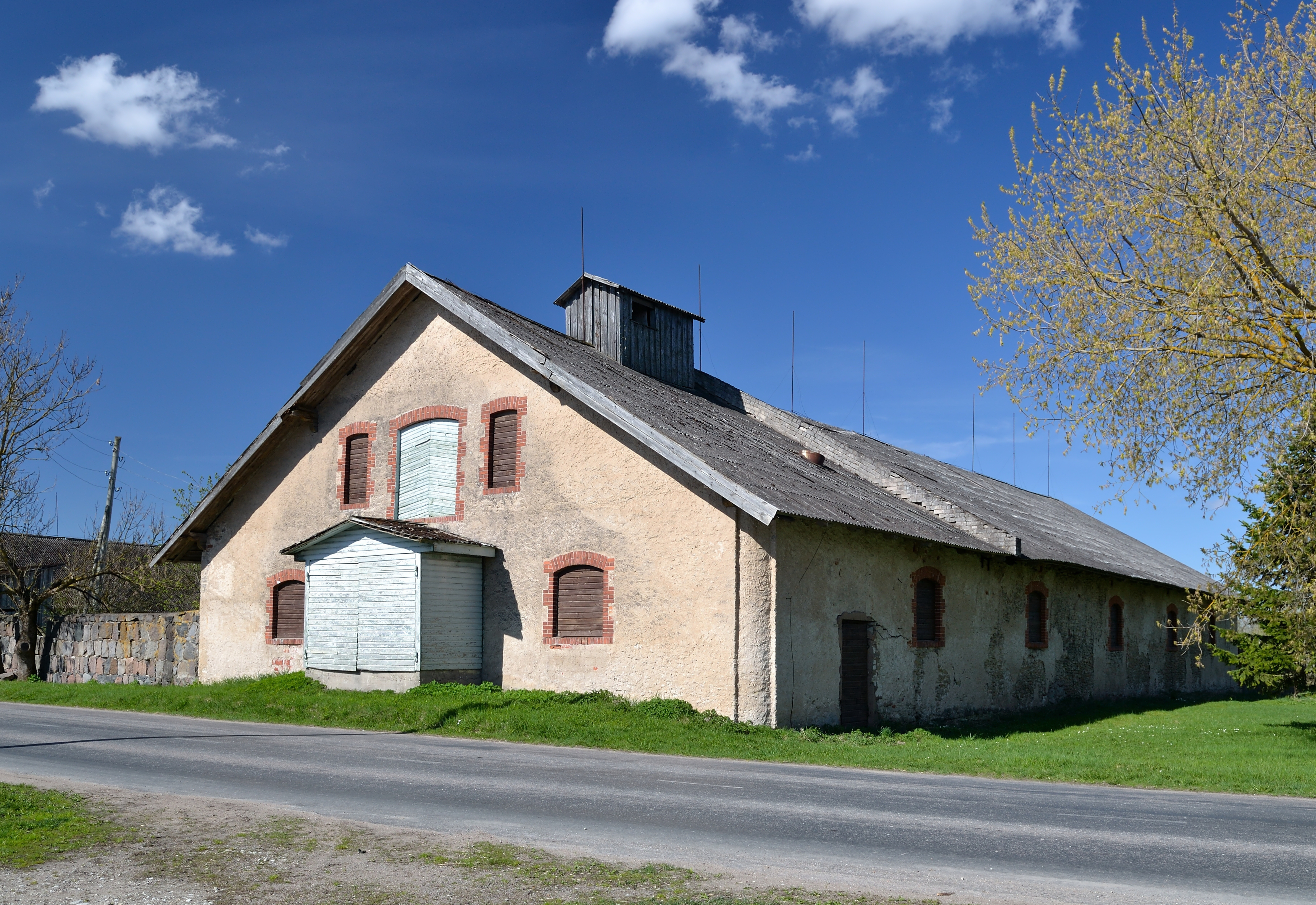
Хлев мызы Вяэтса
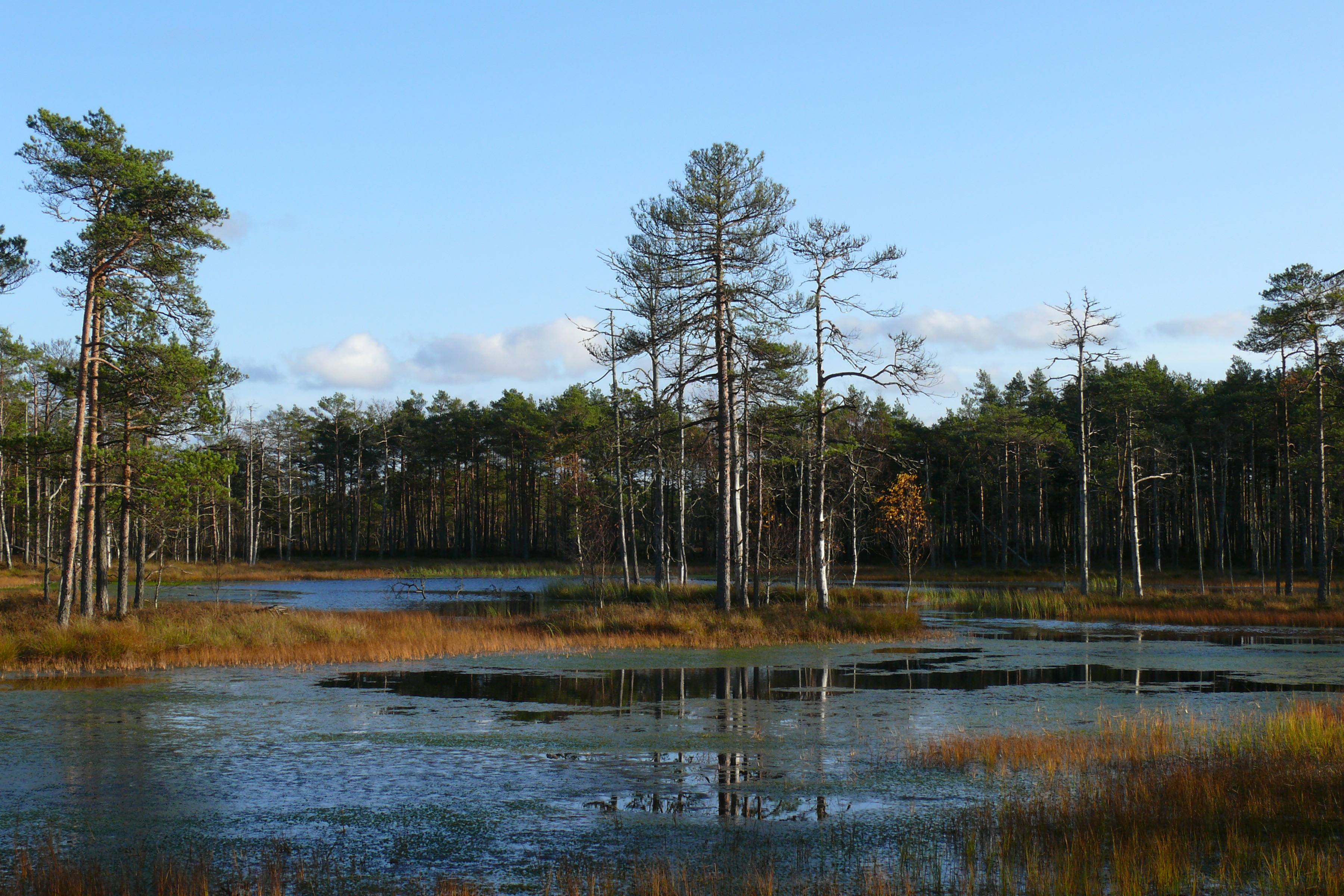
Болото Вяэтса
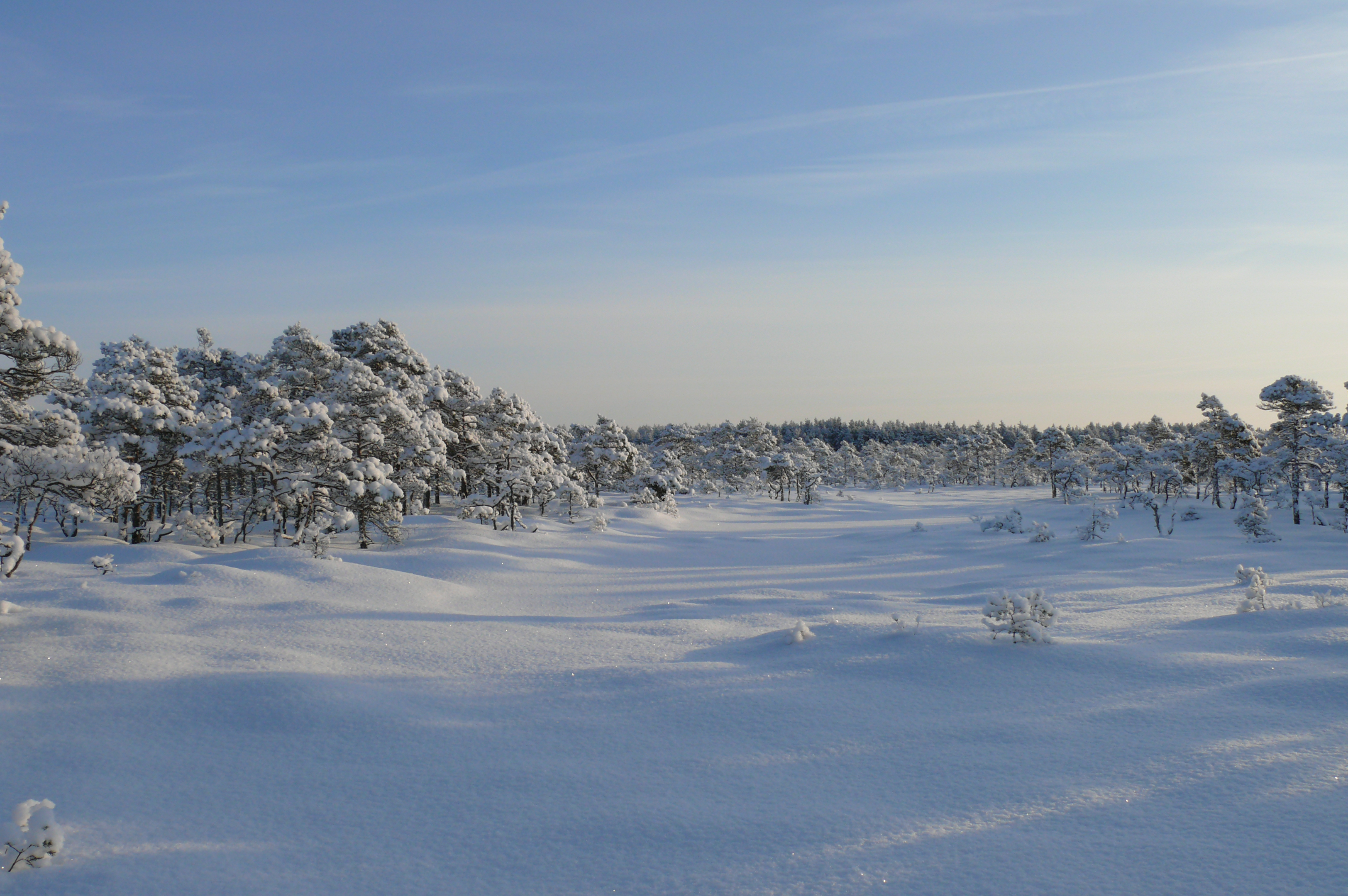
Болото Вяэтса зимой

## Комментарии
1. ↑  Эстонские топонимы, оканчивающиеся на -а, не склоняются и не имеют женского рода (исключение — Нарва)[7].